# Nemeshegyi Péter
P. Nemeshegyi Péter (Budapest, 1923. január 27. – Budapest, 2020. június 13.) jezsuita szerzetes, kétszeres, államtudományi és teológiai doktor, egyetemi tanár, dékán. A japán „Szent Kincs Rendjé”-nek, „Arany Sugarak a Nyakszalaggal” kitüntetettje.

## Életpályája
Önéletrajzi vallomása: „Nem is olyan rossz foglalkozás a papság.”
1944-ben államtudományi doktorátust szerzett a budapesti egyetemen. Ugyancsak 1944-ben lépett be a jezsuita rendbe, mert – mint mondta – imponált neki, hogy náluk, a budapesti Jézus Szíve-templomban a mise alatt nem szedtek adományt, nem zavarták meg az áhítatot. A római Gergely Egyetemen teológiai doktorátust szerzett.
Azzal a szándékkal mentem Japánba, hogy szeretni fogom őket. Megkerültem a nyelviskolát. A papneveldében a japánoktól tanultam beszélni a napi élet során. Magyar embernek könnyebb japánul megtanulni, mint a többi európainak, mert hasonlít a nyelvtanunk, a mondatszerkezetünk és a gondolkodásmódunk. Jóban lettem velük, nem tekintettek kellemetlen külföldinek. Szorgalmasak, udvariasak, előzékenyek, van bennük valami gyermekdedség, örülnek a kis dolgoknak is. Szeretik a szépet, rendkívül esztétikusak: ott minden szép, az emberek, a ruhájuk, a természet, a tenger, a fák, a virágok…
1952-ben pappá szentelték Rómában. 1956-ban teológiai doktorátust szerzett a római pápai Gergely Egyetemen. 1956-tól 1993-ig a tokiói Sophia Egyetem Hittudományi karának professzora, kétszeri dékánja volt, s szinte az egész Japán területén tartott, a nem csupán a diákokat, hanem az átlagembereket is megszólító keresztény szellemiségű előadásain a teológiát középpontba állítva a nyugati kultúraelméletről, illetve a nyugati értékrendről is tanított. 1993-tól egy ideig a váci székhelyű Apor Vilmos Katolikus Főiskola (korábban Zsámbéki Katolikus Tanítóképző Főiskola) tanszékvezető tanára, óraadó a Szegedi Katolikus Hittudományi Főiskolán, a Sapientia Szerzetesi Főiskolán és a Károli Gáspár Református Egyetemen. Utóbbi helyen egészen 2015 elejéig tanított. Egy ideig a magyar Patrisztikai Társaság elnöki székét is betöltötte. Hat nyelven beszélt, számos könyv és cikk szerzője. Könyvei magyar, japán, francia, angol, német és koreai nyelven jelentek meg.
A Távlatok jezsuita folyóirat főmunkatársa, a Szív jezsuita lelkiségi folyóirat munkatársa. A Magyar Patrisztikai Társaság tiszteletbeli elnöke.
A 2002-es A Hídember című történelmi-életrajzi filmben egy esküvői jelenetben tűnik fel mint lelkész. Szintén 2002-ben Fraknói Vilmos-díjjal tüntették ki.

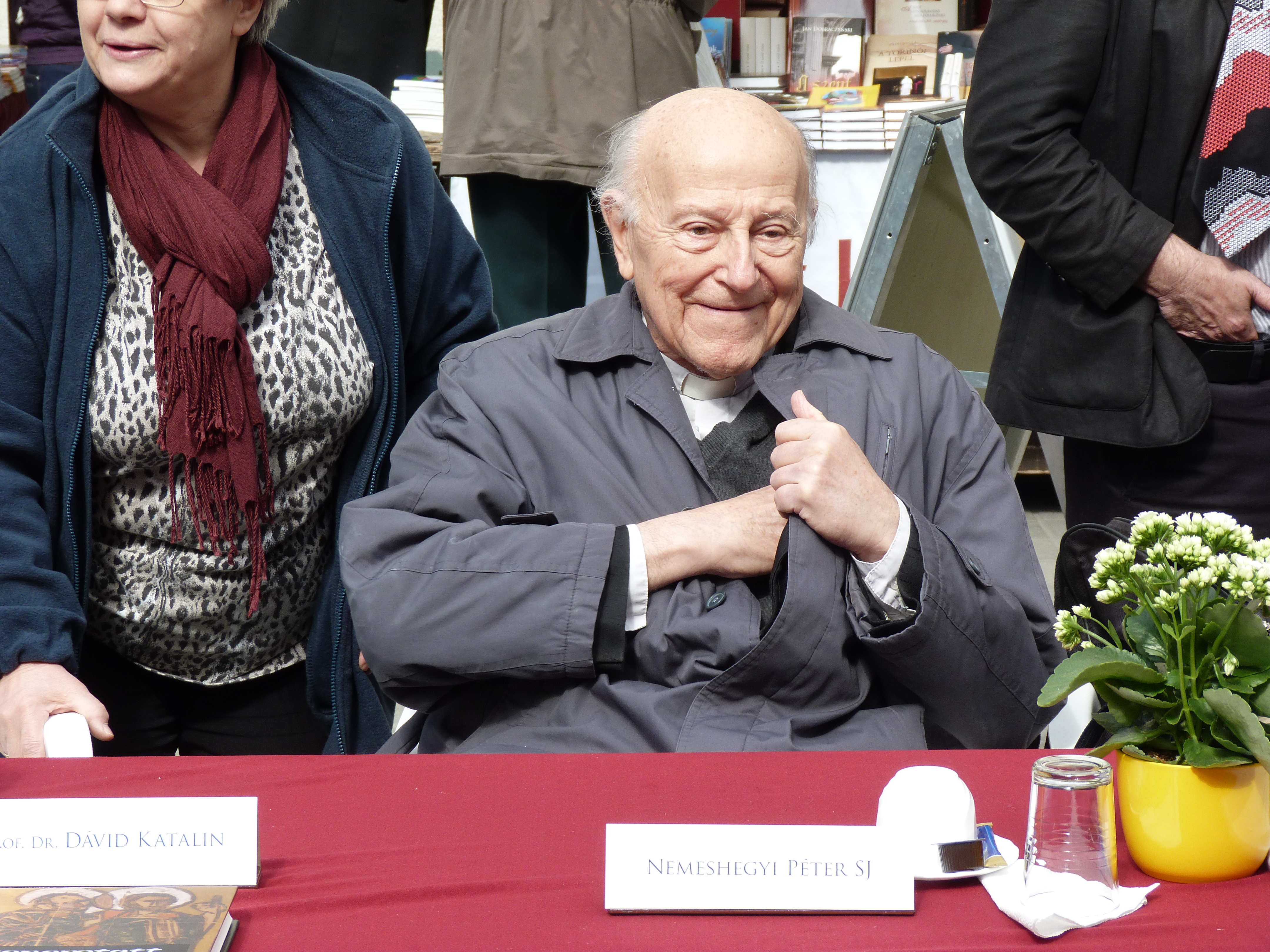
Nemeshegyi Péter a Szent István Könyvhéten 2012 -ben

97 évesen hunyt el a budapesti Farkas Edit Szeretetotthonban 2020. június 13-án 5 óra 55 perckor.

## Írásaiból
- Nemeshegyi Péter: Hogyan lehetünk boldogok?
- Nemeshegyi Péter: Vallomás a Szentírásról
- Nemeshegyi Péter: Hol állunk a Lumen gentium megvalósításával?
- Nemeshegyi Péter: Európa teste és lelke
- Nemeshegyi Péter: Feltámadás és élet
- Nemeshegyi Péter: A szeretetfejlődés
- A bűn problémája a 21. században
- Nemeshegyi Péter: A vallások háborút és békét előmozdító szerepe
- Nemeshegyi Péter jezsuita szerzetes a japán misszióról
- Jezsuita szerzetes Japánban
- Jézus társaként a nagyvilágban
- A világvallások típusai
- A buddhista és a keresztény lelkiség
- Jezsuita szerzetes a mosolygó ősharmóniában
- Nemeshegyi Péter SJ a 32. Általános Rendgyűlésről video

## Megjelent könyvei

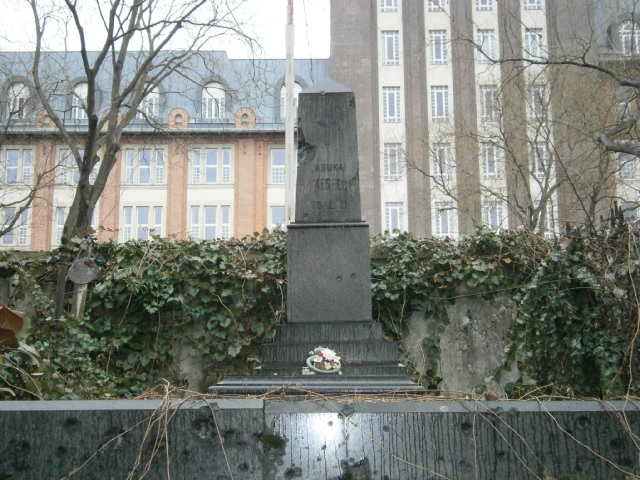
A Nemeshegyi-család sírboltja a Fiumei úti Sírkertben

- La paternité de Dieu chez Origène; Desclée, Paris, 1960 (Histoire de la théologie Sér. 4. Bibliothèque de théologie)
- A Szentháromság (Detti, Róma, 1974)
- Az Eukarisztia (Detti, Róma, 1975)
- Mi a kereszténység?; Prugg, Eisenstadt, 1976
- Istentől Istenhez; Prugg, Eisenstadt, 1976
- A Szentháromság; Tip. Detti, Roma, 1979
- Was Christsein heisst; EOS, St. Ottilien, 1979
- Le Christ au Japon. Historie et témoignages; Téqui, Paris, 1979 (Terre des hommes)
- Isten népének szolgái. Az egyházirend teológiája; Tip. Detti, Róma, 1980 (Teológiai kiskönyvtár)
- Jó az Isten. Élet Krisztusban; Tip. Detti, Róma, 1981 (Teológiai kiskönyvtár)
- Szeretet az Isten. A Szentháromság-tan; Agapé–Távlatok, Novi Sad–Bp., 1994 (Teológiai zsebkönyvek)
- Jó az Isten (AGAPÉ, 1994)
- Szeretet az Isten (AGAPÉ, 1994)
- Isten népének szolgái. Az egyházirend teológiája; Agapé–Távlatok, Novi Sad–Bp., 1994 (Teológiai zsebkönyvek)
- Istentől Istenhez; 2. mód., bőv. kiad.; Márton Áron, Bp., 1994
- "Ezt tegyétek az én emlékezetemre...". Az eukarisztia teológiája; Agapé–Távlatok, Szeged–Bp., 1994 (Teológiai zsebkönyvek)
- Ermi furulyája; Korda, Kecskemét, 1995
- Mit mond nekünk a II. Vatikáni Zsinat? (Korda Kiadó, 1996)
- Mi is az – imádkozni?; Korda, Kecskemét, 1997
- Mi a kereszténység? (AGAPÉ, 2001)
- Hogyan lehetünk boldogok? Jézus nyolc mondása a boldogságról; Korda, Kecskemét, 2001
- Pipacsok dalolnak. Teológiai és lelkiségi írások; Korda–Távlatok, Kecskemét–Bp., 2003
- Vissza a gyökerekhez. Teológiai tanulmányok; Szt. István Társulat, Bp., 2003
- Krisztusi emberiesség – keresztény humanizmus (Korda Kiadó, 2004)
- Hogyan lehetünk boldogok? (Korda Kiadó, 2005)
- Mi is az – imádkozni? (Korda Kiadó, 2005 / 2013)
- A szerzetesség teológiája (Korda Kiadó, 2005)
- Ermi furulyája (Korda Kiadó, 2006)
- A szeretet útja (Szent Gellért Kiadó és Nyomda, 2006)
- Jézus és… (Korda Kiadó, 2007)
- Hazavár az Isten. Nemeshegyi Péterrel beszélget Marton Árpád; Kairosz, Bp., 2008 (Miért hiszek?)
- Fecskeszemmel. Új tanulmányok; Kairosz, Bp., 2009
- John Henry Newman vándorútja (Szent István Társulat, 2010)
- Istenkereső ember, emberkereső Isten (Jezsuita Könyvek, 2012)
- Mozart, Isten szeretetének muzsikusa. Nemeshegyi Péter SJ előadás-sorozata Mozartról; szerk. Fülöp Zsuzsanna; Kairosz, Bp., 2012 (Jezsuita könyvek Isten és tudomány) + CD
- "Megesett rajtuk a szíve". A Jézus Szíve tisztelet alapjai a Szentírásban; Jézus Társasága Magyarországi Rendtartománya–L'Harmattan, Bp., 2012 (Jezsuita könyvek Jezsuita füzetek. Lelkiségi írások)
- Számadás a reményről (Jezsuita Könyvek, 2013)
- A szeretet útja (Jezsuita Könyvek, 2013)
- Isten éltető jóságában. Találkozás a jezsuita lelkiség gyökereivel; Jézus Társasága Magyarországi Rendtartománya, Bp., 2014 (Jezsuita könyvek Jezsuita füzetek. Küldetésben)
- "Tárt karokkal várnak ránk...". Életinterjú Nemeshegyi Péter jezsuitával; beszélgetőtárs Kiss Péter; Jezsuita, Bp., 2016 (Jezsuita könyvek. Arcélek)
- Holdfényben. Legújabb tanulmányok; Jezsuita, Bp., 2019
- Ferenc pápa az úr imádságáról. Mi Atyánk aki a mennyekben vagy, szenteltessék meg a te neved; ford. Nemeshegyi Péter; Jezsuita, Bp., 2019
- A kelet-ázsiai vallások története; szerk. Vámos Péter; KRE–L'Harmattan, Bp., 2020 (Károli könyvek. Monográfia)

Ezen kívül számos tanulmány, cikk, kötet írója vagy társszerzője, A Szív lelkiségi, kulturális és önismereti folyóirat szerkesztőségének tagja.

## Letölthető munkái
- Nemeshegyi Péter: Mi a kereszténység? – Letöltés
- Nemeshegyi Péter: Szeretet az Isten – Letöltés
- Nemeshegyi Péter: Istentől Istenhez – Letöltés

Tantárgytematikák, tételsorok és előadásjegyzetek az Apor Vilmos Katolikus Főiskola oldalán

## Rádiós beszélgetés Nemeshegyi Péterrel
- https://archive.tilos.hu/mp3/tilos-20140827-100225-120000.mp3%5B%5D

## Videófelvételek
- Nemeshegyi Péter: Egy csepp japán (előadás) – Youtube.com, Közzététel: 2013. aug. 10.
- Nemeshegyi Péter: A japán lélek (előadás a buddhista főiskolán) – Youtube.com, Közzététel: 2014. jún. 30.
- Prédikáció – Youtube.com, Közzététel: 2014. aug. 1.
- Beszélgetés a 95 éves Nemeshegyi Péterrel 1/2 – Youtube.com, Közzététel: 2018. szept. 8.
- Beszélgetés a 95 éves Nemeshegyi Péterrel 2/2 – Youtube.com, Közzététel: 2018. szept. 8.
- Beszélgetés a 96 éves Nemeshegyi Péterrel – Youtube.com, Közzététel: 2019. márc. 10.